# Jerzy Kukuczka
Józef Jerzy Kukuczka (Katowice, Polonia, 24 de marzo de 1948  - Lhotse, Nepal, 24 de octubre de 1989) fue un alpinista polaco, considerado uno de los mejores montañeros de la historia. Entre sus logros se encuentra ser el primer hombre en conquistar cuatro ochomiles en invierno y el segundo, después de Reinhold Messner, en coronar los catorce picos con altitud superior a ocho mil metros que existen en la Tierra. 
Jurek Kukuczka falleció en octubre de 1989 ascendiendo por la cara sur del Lhotse, en Nepal, a una altitud aproximada de 8200 metros cuando, en plena escalada, se le rompió una cuerda de segunda mano que había comprado en un mercado de Katmandú.

## Biografía

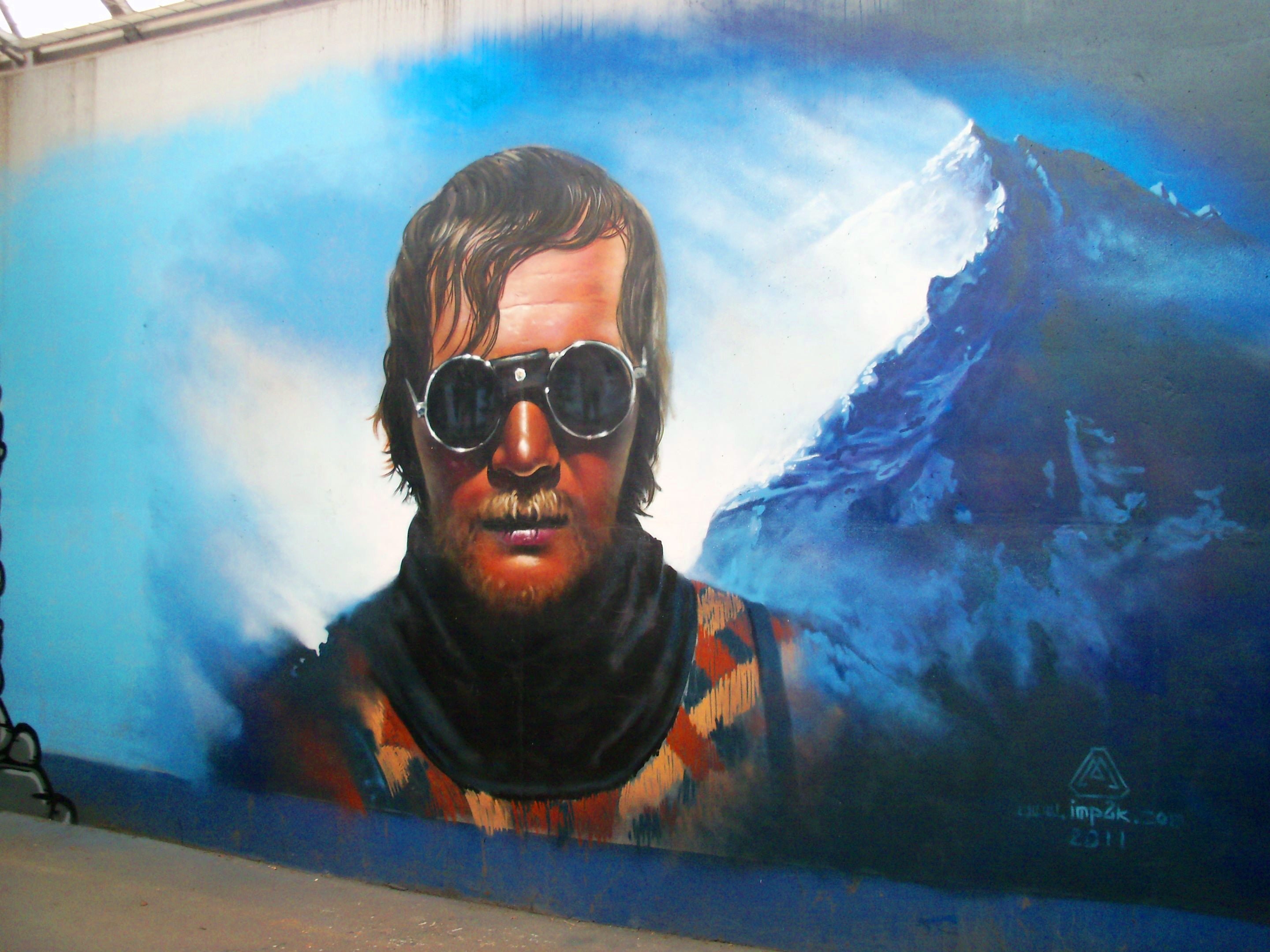
Mural de Jerzy Kukuczka en su ciudad natal de Katowice.

Jerzy Jurek Kukuczka dio sus primeros pasos dentro del mundo aventurero con la espeleología, pero en 1965 se pasó al alpinismo. Las primeras ascensiones fueron en los Tatras, los Alpes italianos y los Dolomitas, donde en 1972 coronó la torre Trieste por la cara sur y, al año siguiente, la cima del Bancon por el pilar sur. Subió en invierno por la sur de la Marmolada y, por último, por la norte de las Jorasses. En 1974 participó en una expedición al monte Denali, así como en grandes aperturas por la cara norte del Dru y repitiendo la sur del Denali.
Es ya en 1976 cuando comienza su andadura asiática, afrontando la escalada a los montes Hindu Kush de más de 7000 metros y en 1978 al pico más elevado de dicha cadena, el Tirich Mir (Pakistán) de 7692 metros.
A partir de 1979 inició la serie de ascensiones a los gigantes del Himalaya, una primera escalada al Lhotse (8501 metros) sin la ayuda de oxígeno. Después le siguieron el Everest (1980) (con oxígeno suplementario, siendo la única vez que lo utilizó), el Makalu, de 8481 metros (1981), el Broad Peak, de 8051 metros (1982), que repitió en 1984 por una ruta distinta y el Gasherbrum II y Gasherbrum I (1983). En 1985 afrontó sendas ascensiones invernales al Dhaulagiri, de 8167 metros, y al Cho Oyu, de 8201 metros. En el primero formó parte de una expedición polaca del Club de Montañismo de Gliwice dirigida por Adam Bilczewski que alcanzó la cumbre el 21 de enero. El 12 de febrero llegó a la cumbre del segundo, tres días después de que la hubiera coronado su compatriota Andrzej Zawada.
Ese mismo año añadió otro de los ochomiles a la lista, el Nanga Parbat, de 8120 metros, y al siguiente invierno coronó el Kanchenjunga (11 de enero de 1986), de casi 8600 metros de altitud. No obstante, esta hazaña se vio ensombrecida por la muerte de uno de los expedicionarios, Andrzej Czok, quien había sido su acompañante en el asalto final al Dhaulagiri. Después de ascender el K2 y el Manaslu, en 1987 hizo lo propio con el Annapurna (8091 metros) y el Shisha Pangma, con lo que completó todos los ochomiles un año después de que lo hiciera el italiano Reinhold Messner.
Al hablar de Kukuczka, es inevitable hacerlo del italiano Reinhold Messner y la rivalidad entre ambos por conseguir la Corona del Himalaya. Cuando el alpinista polaco comenzó su aventura de ochomiles, Messner ya había conseguido su quinta cima. Aun así, en el momento en que Messner hizo pública su intención de conseguir la Corona en 1983 y con nueve cimas ascendidas, Kukuczka aceptó el reto.
Aunque lento a la hora de prepararse para el ataque, una vez que lograba aclimatarse, la resistencia física y psíquica y la potencia del alpinista polaco eran formidables. Es por ello que Kukuczka es considerado por muchos como el mejor escalador de todos los tiempos. El 18 de septiembre de 1987 ya había ascendido los catorce ochomiles en ocho años, más rápido que ningún otro hasta la actualidad. En este proceso abrió diez nuevas rutas y escaló cuatro de los picos durante el invierno. Resulta sorprendente que, pese la dureza de sus expediciones y teniendo en cuenta el asfixiante clima político de la Polonia comunista y los continuos problemas económicos, no tenía patrocinadores y todo su equipamiento era muy pobre. La mayoría era de segunda mano o lo construía él mismo.
La falta de material adecuado fue lo que le llevó a la muerte cuando, al intentar la ascensión por la dificilísima pared sur del Lhotse y a una altitud de unos 8200 metros, a escasos metros de la cima, se rompió la cuerda que utilizaba. La había adquirido de segunda mano en un mercado de Katmandú. Como buen alpinista, fue enterrado en una grieta del glaciar de la misma montaña por sus amigos.

## Lista de ochomiles ascendidos
| Año  | Fecha            | Pico          | Compañero(s)                                          | Descripción                                                                           |
| ---- | ---------------- | ------------- | ----------------------------------------------------- | ------------------------------------------------------------------------------------- |
| 1979 | 4 de octubre     | Lhotse        | Andrzej Czok Zygmunt Heinrich Janusz Skorek           | Ruta normal por la cara Noroeste                                                      |
| 1980 | 19 de mayo       | Everest       | Andrzej Czok                                          | Nueva ruta por la cara Sur                                                            |
| 1981 | 15 de octubre    | Makalu        |                                                       | Nueva variante y ascensión en solitario por su cresta Noroeste                        |
| 1982 | 30 de julio      | Broad Peak    | Wojciech Kurtyka                                      | Ruta normal por el espolón Oeste. Estilo alpino                                       |
| 1983 | 1 de julio       | Gasherbrum II | Wojciech Kurtyka                                      | Nueva vía a través del espolón Suroeste. Estilo alpino                                |
| 1983 | 23 de julio      | Gasherbrum I  | Wojciech Kurtyka                                      | Nueva ruta en la cara Suroeste. Estilo alpino                                         |
| 1984 | 17 de julio      | Broad Peak    | Wojciech Kurtyka                                      | Nueva vía a través de sus cimas Norte y Central. Estilo alpino                        |
| 1985 | 21 de enero      | Dhaulagiri    | Andrzej Czok                                          | Primer ascenso en invierno a través de la normal por el espolón Noreste               |
| 1985 | 15 de febrero    | Cho Oyu       | Zygmunt Heinrich Maciej Berbeka Maciej Pawlikowski    | Nueva vía por el pilar Sureste. Primer ascenso en invierno a través de una nueva ruta |
| 1985 | 13 de julio      | Nanga Parbat  | Zygmunt Heinrich Sławomir Łobodziński Carlos Carsolio | Nueva ruta a través del pilar Sureste                                                 |
| 1986 | 11 de enero      | Kanchenjunga  | Krzysztof Wielicki                                    | Primer ascenso invernal por la normal a la cara Suroeste                              |
| 1986 | 8 de julio       | K2            | Tadeusz Piotrowski                                    | Nueva vía por la cara Sur. Estilo alpino                                              |
| 1986 | 10 de noviembre  | Manaslu       | Artur Hajzer                                          | Nueva ruta por la cara Noreste. Estilo alpino                                         |
| 1987 | 3 de febrero     | Annapurna     | Artur Hajzer                                          | Primera invernal a la normal de la cara Norte                                         |
| 1987 | 18 de septiembre | Shisha Pangma | Artur Hajzer                                          | Nueva vía por la arista Oeste. Estilo alpino                                          |